# سادووی (آستراخان)
سادووی (به لاتین: Sadovy) یک منطقهٔ مسکونی در روسیه است که در استان آستراخان واقع شده‌است.